# Cumpas (kommun)
Cumpas är en kommun i Mexiko.   Den ligger i delstaten Sonora, i den nordvästra delen av landet, 1 600 km nordväst om huvudstaden Mexico City.
Följande samhällen finns i Cumpas:
- Cumpas
- Los Hoyos
- Ojo de Agua
- Jécori
- Kilómetro Cinco